# 秦宝兴
秦宝兴（1935年—），男，江苏武进人，中国电镀专家，曾任第六、七、八届全国人大代表，第六届全国人大常委会委员。